# Ecgberht (évêque de Lindisfarne)
Pour les articles homonymes, voir Egbert.
Ecgberht ou Egbert est un prélat anglo-saxon du début du IXe siècle. Il est évêque de Lindisfarne de 803 à sa mort, en 821.

## Biographie
La Chronique anglo-saxonne rapporte qu'Ecgberht est sacré évêque de Lindisfarne le 11 juin 803, quelques semaines après la mort de son prédécesseur Hygbald. Il meurt dix-huit ans plus tard, en 821, et Heathured lui succède.
Le moine Ædiluulf (Æthelwulf) lui a dédié son De abbatibus (en), un poème en hexamètres latins qui retrace l'histoire de son abbaye. Celle-ci n'est pas identifiée avec certitude, mais elle doit se situer dans le diocèse de Lindisfarne ; il pourrait s'agir de celle de Crayke, à une douzaine de kilomètres au nord de la ville d'York.